# Ivaň (Brno-vidéki járás)
Ivaň település Csehországban, a Brno-vidéki járásban. Ivaň Pohořelice, Přibice, Vranovice, Pouzdřany és Pasohlávky településekkel határos. Lakosainak száma 811 fő (2024. január 1.).

## Népesség
A település lakosságának változását az alábbi diagram mutatja:
| Lakosok száma | 687  | 704  | 774  | 709  | 768  | 692  | 718  | 723  | 759  | 811  |
|               | 1869 | 1890 | 1921 | 1950 | 1980 | 2001 | 2017 | 2019 | 2022 | 2024 |